# 三澤瑠斗
三澤 瑠斗（みさわ りゅうと、2004年7月26日 - ）は、子役、タレントである。劇団東俳所属。

## 出演

### テレビ番組
- 熱血!人情派コメディ しゃかりき駐在さん（2012年、ABC）
- ごちそうさん（2014年、NHK） - 西門泰介（幼少期） 役
- マッサン（2014年、NHK） - 鴨居英一郎（少年期） 役
- ちかえもん（2016年、NHK） - 平野屋徳兵衛（少年期） 役
- ベトナムのひかり～ボクが無償医療を始めた理由～（2019年、NHK） - 羽鳥志郎（高校時代） 役

### 映画
- 家族の日（2016年） - 渡辺智也 役

### ラジオ
- NHK FMシアター「雨傘の音色」幼い雅之役

### CM
- 中山石渠『みんなつながる場所篇』
- セレマ

### 舞台
- 中村美津子新春特別講演「夫婦うどん」（伸太郎）
- 白雪姫

### スチール
- 大阪コピーライターズ協会雑誌